# هارالد شوه
هارالد شوه (بالألمانية: Harald Schuh ) (و. 1956 – م) هو عالم فلك، وأستاذ جامعي من ألمانيا . ولد في هايدلبرغ .